# Campeonato da Europa de Atletismo de 2022 - Revezamento 4x400 m masculino
A prova dos 4 x 400 metros estafetas masculino do Campeonato da Europa de Atletismo de 2022 foi disputada nos dias 19 e 20 de agosto de 2022, no Estádio Olímpico de Munique, em Munique na Alemanha.

## Recordes
Antes desta competição, os recordes mundiais e do campeonato nesta prova eram os seguintes:
|                       | Nome                                                          | Nacionalidade  | Tempo     | Local     | Data                  |
| --------------------- | ------------------------------------------------------------- | -------------- | --------- | --------- | --------------------- |
| Recorde mundial       | (Andrew Valmon, Quincy Watts Butch Reynolds, Michael Johnson) | Estados Unidos | 2m 54s 29 | Estugarda | 22 de agosto de 1993  |
| Recorde europeu       | (Iwan Thomas, Jamie Baulch Mark Richardson, Roger Black)      | Reino Unido    | 2m 56s 60 | Atlanta   | 3 de agosto de 1996   |
| Recorde do campeonato | (Paul Sanders, Kriss Akabusi John Regis, Roger Black)         | Reino Unido    | 2m 58s 22 | Split     | 1 de setembro de 1990 |

## Medalhistas
| Ouro | Prata | Bronze                                                                           |
| Reino Unido · Matthew Hudson-Smith · Charlie Dobson · Lewis Davey · Alex Haydock-Wilson · Joseph Brier* · Rio Mitcham* | Bélgica · Alexander Doom · Julien Watrin · Kévin Borlée · Dylan Borlée · Jonathan Borlée* · Jonathan Sacoor* | França · Gilles Biron · Loïc Prévot · Téo Andant · Thomas Jordier · Simon Boypa* |

* Indica que o atleta só competiu nas baterias e recebeu medalhas.

## Cronograma
Todos os horários são locais (UTC+2).
| Data         | Hora  | Evento  |
| ------------ | ----- | ------- |
| 19 de agosto | 11:10 | Bateria |
| 21 de agosto | 21:15 | Final   |

## Resultados

### Bateria
Qualificação: 3 atletas de cada bateria (Q) mais os 2 melhores qualificados (q). 
| Posição | Bateria | Raia | Nacionalidade | Atletas                                                                     | Tempo   | Notas                |
| ------- | ------- | ---- | ------------- | --------------------------------------------------------------------------- | ------- | -------------------- |
| 1       | 1       | 4    | Espanha       | Samuel García, Lucas Búa, Óscar Husillos, Manuel Guijarro                   | 3:01.27 | Q,                   |
| 2       | 1       | 6    | Países Baixos | Isayah Boers, Liemarvin Bonevacia, Jochem Dobber, Ramsey Angela             | 3:01.57 | Q,                   |
| 3       | 1       | 5    | Alemanha      | Marvin Schlegel, Patrick Schneider, Marc Koch, Manuel Sanders               | 3:01.80 | Q,                   |
| 4       | 1       | 2    | Bélgica       | Alexander Doom, Jonathan Borlée, Jonathan Sacoor, Dylan Borlée              | 3:01.80 | q                    |
| 5       | 2       | 4    | Chéquia       | Matěj Krsek, Pavel Maslák, Michal Desenský, Patrik Šorm                     | 3:02.07 | Q                    |
| 6       | 2       | 6    | França        | Gilles Biron, Loïc Prévot, Simon Boypa, Téo Andant                          | 3:02.09 | Q                    |
| 7       | 2       | 1    | Reino Unido   | Joseph Brier, Rio Mitcham, Lewis Davey, Alex Haydock-Wilson                 | 3:02.36 | Q,                   |
| 8       | 2       | 8    | Itália        | Lorenzo Benati, Vladimir Aceti, Brayan Lopez, Pietro Pivotto                | 3:02.60 | q,                   |
| 9       | 1       | 1    | Polónia       | Szymon Dziuba, Tymoteusz Zimny, Mateusz Rzeźniczak, Karol Zalewski          | 3:02.95 |                      |
| 10      | 1       | 7    | Portugal      | João Coelho, Mauro Pereira, Ericsson Tavares, Ricardo dos Santos            | 3:03.59 | Recorde nacional     |
| 11      | 1       | 3    | Eslovênia     | Jure Grkman, Lovro Mesec Košir, Matic Ian Guček, Rok Ferlan                 | 3:03.68 | Recorde da temporada |
| 12      | 2       | 7    | Ucrânia       | Oleksiy Pozdnyakov, Danylo Danylenko, Mykyta Barabanov, Oleksandr Pohorilko | 3:04.15 | Recorde da temporada |
| 13      | 2       | 3    | Hungria       | Dániel Ajide, Tamás Máté, Zoltán Wahl, Attila Molnár                        | 3:04.71 |                      |
| 14      | 2       | 2    | Turquia       | Oğuzhan Kaya, Kubilay Ençü, Batuhan Altıntaş, İsmail Nezir                  | 3:06.68 |                      |
| 15      | 2       | 5    | Eslováquia    | Miroslav Marček, Patrik Dömötör, Martin Kučera, Šimon Bujna                 | 3:06.98 |                      |
| 16      | 1       | 8    | Suíça         | Lionel Spitz, Charles Devantay, Filippo Moggi, Ricky Petrucciani            | DNF     | DNF                  |

### Final
A final ocorreu no dia 20 de agosto às 21:15.
| Posição           | Raia | Atletas       | Nacionalidade                                                          | Tempo   | Notas                |
| ----------------- | ---- | ------------- | ---------------------------------------------------------------------- | ------- | -------------------- |
| Medalha de ouro   | 8    | Reino Unido   | Matthew Hudson-Smith, Charlie Dobson, Lewis Davey, Alex Haydock-Wilson | 2:59.35 | Recorde da temporada |
| Medalha de prata  | 2    | Bélgica       | Alexander Doom, Julien Watrin, Kévin Borlée, Dylan Borlée              | 2:59.49 |                      |
| Medalha de bronze | 6    | França        | Gilles Biron, Loïc Prévot, Téo Andant, Thomas Jordier                  | 2:59.64 | Recorde da temporada |
| 4                 | 4    | Espanha       | Iñaki Cañal, Lucas Búa, Óscar Husillos, Samuel García                  | 3:00.54 | Recorde nacional     |
| 5                 | 3    | Países Baixos | Isayah Boers, Liemarvin Bonevacia, Jochem Dobber, Ramsey Angela        | 3:01.34 | Recorde da temporada |
| 6                 | 5    | Chéquia       | Matěj Krsek, Pavel Maslák, Michal Desenský, Patrik Šorm                | 3:01.82 |                      |
| 7                 | 7    | Alemanha      | Marvin Schlegel, Patrick Schneider, Marc Koch, Manuel Sanders          | 3:02.51 |                      |
| 8                 | 1    | Itália        | Davide Re, Vladimir Aceti, Brayan Lopez, Edoardo Scotti                | 3:03.04 |                      |

Legenda
| Recorde mundial       | Recorde mundial (World record)               |                       | Recorde africano                      | Recorde africano (African) |                                           | Q | Classificado por posição (Qualified) |
| Recorde do campeonato | Recorde do campeonato (Championship record)  | Recorde da América    | Recorde da América (Americas)         | q                          | Classificado por melhor tempo (Qualified) |   |                                      |
| Melhor marca do ano   | Melhor marca do ano (World leading)          | Recorde asiático      | Recorde asiático (Asian)              | DNS                        | Não largou (Did not start)                |   |                                      |
| Recorde nacional      | Recorde nacional (National record)           | Recorde europeu       | Recorde europeu (European)            | DNF                        | Não terminou (Did not finish)             |   |                                      |
| Recorde pessoal       | Recorde pessoal do atleta (Personal best)    | Recorde da Oceania    | Recorde da Oceania (Oceania)          | DSQ / DQ                   | Desclassificado (Disqualified)            |   |                                      |
| Recorde da temporada  | Recorde da temporada do atleta (Season best) | Recorde sul-americano | Recorde sul-americano (South America) | NM                         | Sem marca (No mark)                       |   |                                      |